# Adriaen Block

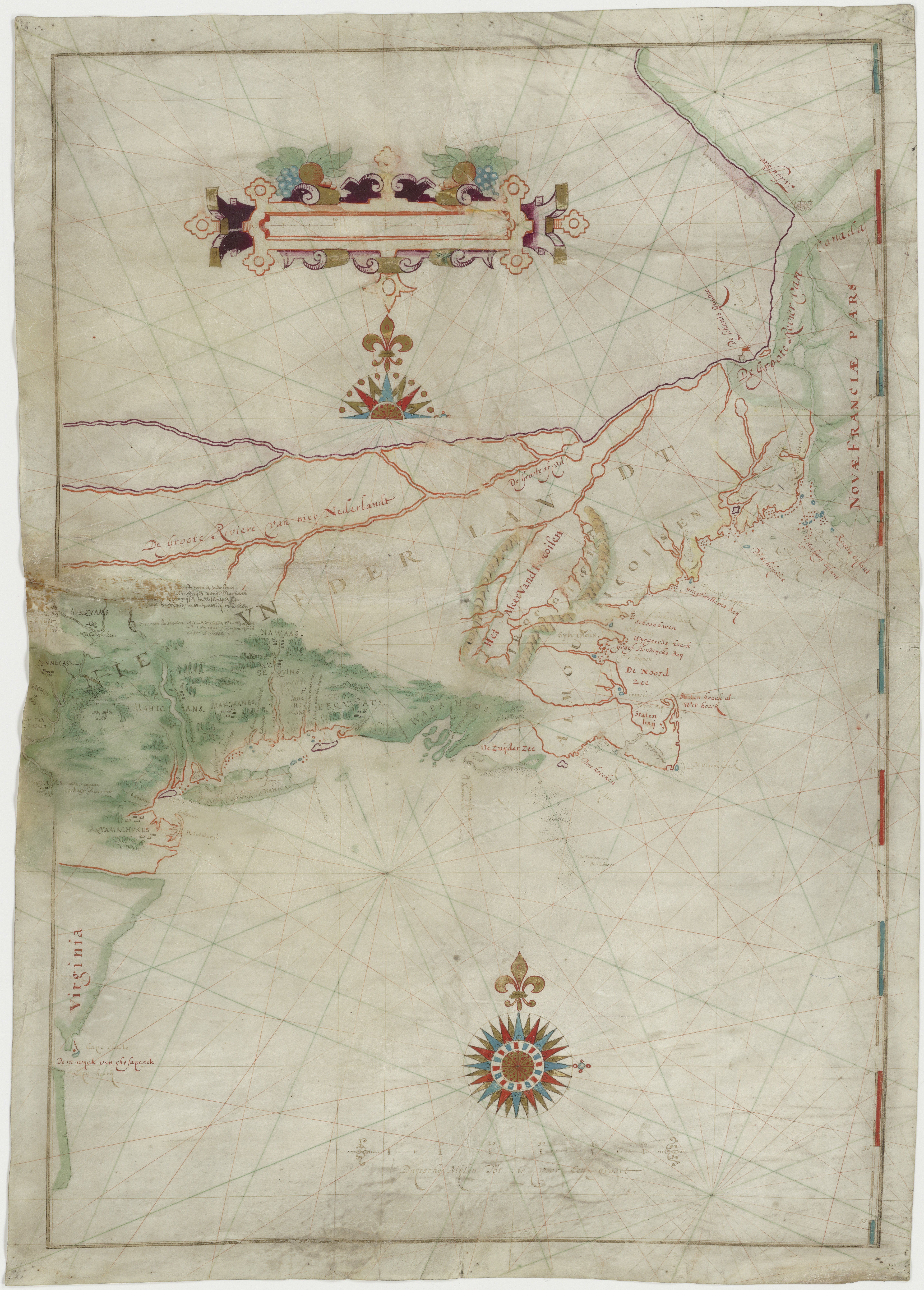
Mapa del viaje de 1614 de Block, con la primera aparición de la expresión "New Netherland"

Adriaen (Aerjan) Block (Ámsterdam, ca. 1567-Ámsterdam, enterrado el 27 de abril de 1627) fue un comerciante y navegante privado neerlandés que exploró las zonas costeras y las áreas de los valles de los ríos entre la actual Nueva Jersey y Massachusetts durante cuatro viajes de 1611 a 1614, los cuales siguieron a la expedición de 1609 del británico Henry Hudson  al servicio de la Compañía Holandesa de las Indias Orientales. Es también conocido por haber establecido las primeras operaciones comerciales con los nativos americanos y por el mapa de 1614 de su último viaje, en el que aparecen por primera vez muchos accidentes geográficos de la región del Atlántico  y en el que se empleó por vez primera la denominación «Nueva Holanda» para la región. Se le atribuye ser el primer europeo que entró en el Long Island Sound y en el río Connecticut, y que determinó que Manhattan y Long Island eran islas.

## Primeros años
A pesar de pasar gran parte de su tiempo en el mar, Block consideró siempre Ámsterdam como su hogar. Allí, el 26 de octubre de 1603, se casó con Neeltje Hendricks van Gelder, con la que bautizaría cinco niños entre 1607 y 1615. En 1606 se mudaron a una casa llamada «De Twee Bontecraijen» [Los dos cuervos encapuchados] en la calle Oude Waal, en Ámsterdam donde vivirían el resto de sus vidas.
En la década de 1590, Block ya estaba activo en el comercio marítimo, transportando madera desde el norte de Europa a la deforestada España. Es mencionado, por ejemplo, en la entrega en Bilbao de madera de Noruega en abril de 1596. Desde allí se dirigió a Ribadeo para comprar bienes de Cádiz. En abril de 1601 formaba parte de un convoy de barcos que partían desde Ámsterdam para las Indias Orientales Neerlandesas, en ese momento probablemente hasta las Molucas, volviendo a casa en 1603.
En la primavera de 1604, después de entregar mercancías en Liguria, Block salió a comprar bienes de Chipre (arroz, algodón, frutos secos, etc.) que esperaba vender en Venecia. Este comercio no se concretó y se dirigió de vuelta a Ámsterdam. Al pasar por Lisboa, se encontró con un buque de Lübeck que regresaba de un viaje a Brasil. Block tenía un permiso escrito de las autoridades neerlandesas para capturar naves enemigas, que puso en práctica, tomando el barco y su carga y llevándolo a Ámsterdam. Aunque la nave y algunos de sus bienes fueron devueltos a sus propietarios, Block hizo mucho dinero, con el que probablemente compró la casa en el Waal Oude.

## Expediciones de Block al Nuevo Mundo

### Primeros viajes (1611-1612)
Tras los contactos de Henry Hudson con los nativos americanos en el valle del Hudson en 1609, los comerciantes neerlandeses de Ámsterdam consideraron que merecía la pena explorar la zona como una fuente potencial para el comercio de pieles de castor americano, que en ese momento era un mercado lucrativo en Europa. 
Al año siguiente, en 1610, un barco de Monnikendam, patroneado por Symen Lambertsz Mau, desapareció en el río Hudson y el año siguiente, en 1611, por encargo de un grupo de comerciantes luteranos, Block y su compañero, el capitán Hendrick Christiaensen, revisaron el área que Hudson había explorado, volviendo a casa con pieles y dos de los hijos de un líder de la tribu sachem. La perspectiva de comerciar pieles con éxito llevó a los Estados Generales de los Países Bajos, la Junta de Gobierno de la República holandesa, a emitir una declaración, el 27 de marzo de 1614, que establecía que a los descubridores de nuevos países, puertos y pasajes se les daría una patente exclusiva para cuatro viajes, que se debían de realizar en los siguientes tres años, en los territorios descubiertos, si el solicitante presentaba un informe detallado en un plazo de 14 días después de su regreso. 

### La expedición de 1614
En 1614, hizo un cuarto viaje al bajo Hudson en el Tyger acompañado de otros barcos especialmente equipados para el comercio. Mientras amarraban a lo largo del sur de Manhattan, el Tyger fue accidentalmente destruido por el fuego. Durante el invierno, él y sus hombres, con la ayuda de Lenape, construyeron un barco de 12,80 m y unas 16 toneladas, que bautizaron como Onrust [Problema o Agitado].
En este último barco, Block exploró el East River y fue el primer europeo en navegar el Hellegat (ahora llamada Hell Gate, la Puerta del Infierno) y en entrar en las aguas del Long Island Sound. Viajando a lo largo del Long Island Sound, entró en el río Housatonic (al que llamó «río de las Colinas Rojas») y el río Connecticut, que exploró al menos hasta la actual Hartford, cien kilómetros río arriba. Dejando el Long Island Sound, Block cartografió la isla que ahora lleva su nombre, isla de Block, y la bahía Narragansett, donde posiblemente bautizó como «Roode Eylandt» (isla Aquidneck) por el color rojo (en neerlardés, rood) de su suelo. En Cape Cod, se encontró con uno de los otros barcos de la expedición y abandonó el Onrust antes de regresar a Europa. 

### La vida en la colonia
Block creó algunas colonias en Connecticut, siendo una de las primeras la actual Windsor. La vida era dura, ya que el asentamiento se estableció en invierno cuando el río Connecticut está congelado. 

### La Compañía Nueva Holanda
A su regreso, Block compiló un mapa de su viaje junto con la información conocida de la época. El mapa de Block fue el primero en aplicar el nombre de «Nuevo Netherland» a la zona comprendida entre la colonia de Virginia (Virginia inglesa) y Nueva Francia (el Canadá francés), así como el primero en mostrar Long Island como una isla. 
El 11 de octubre de 1614, Block, Christiaensen y un grupo de doce comerciantes presentaron a los Estados Generales una petición para recibir privilegios comerciales exclusivos para la zona. Su compañía, la recién formada «Compañía Nueva Holanda», obtuvo los derechos exclusivos durante tres años para el comercio entre el paralelo 40ºN y el paralelo 45ºN.

### Últimos años
Después de su regreso a Ámsterdam en julio de 1614, manifestó su deseo de no volver al Nuevo Mundo otra vez. En 1615, a Block se le dio el mando de tres hombres de guerra y once barcos balleneros y fue enviado por la Compagnie Noordsche a la isla de Spitsbergen. Navegó hasta su muerte en 1627. Fue enterrado en la Oude Kerk de Ámsterdam, en una tumba junto a su esposa. 

## Trivia

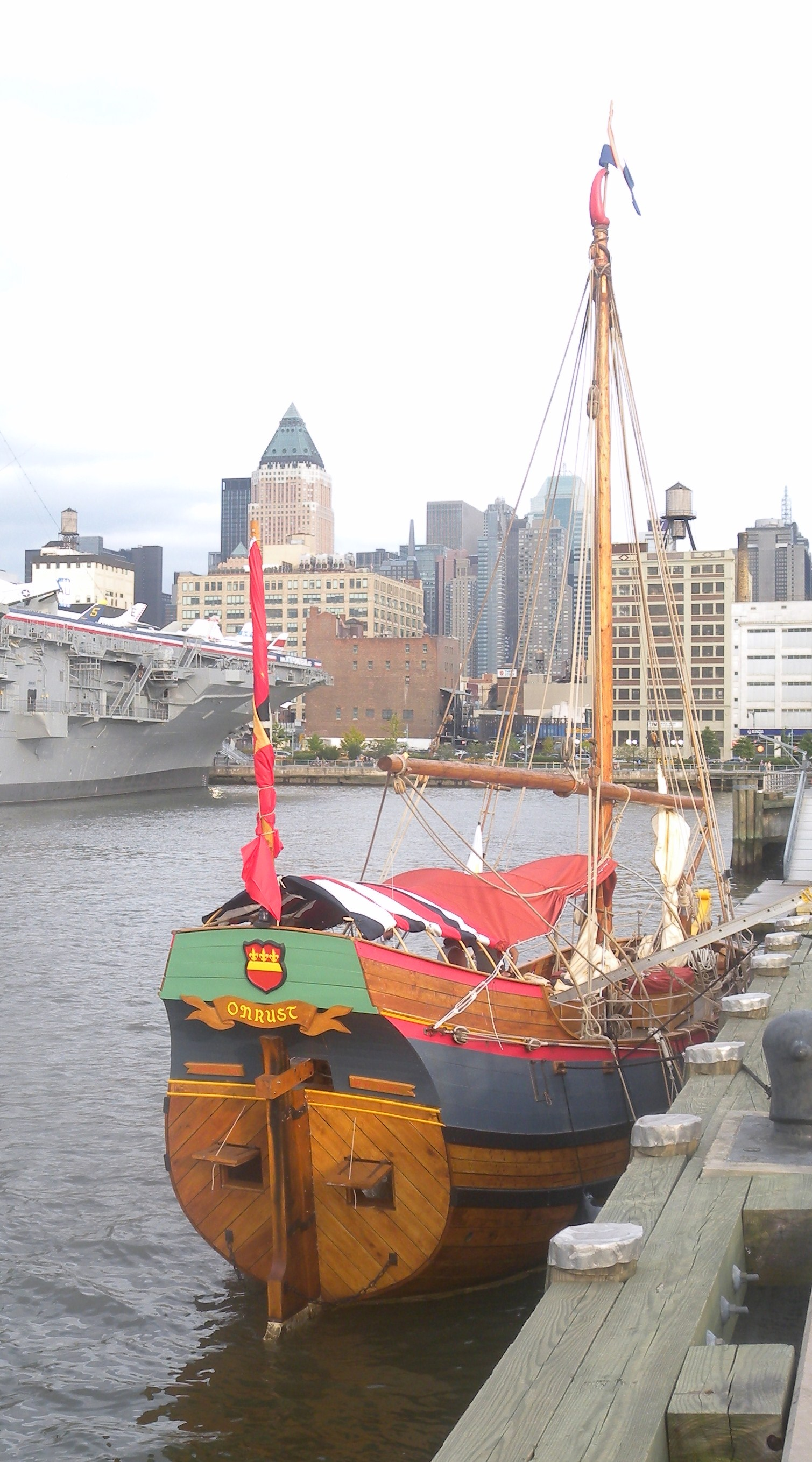
Réplica del Onrust atracada en Manhattan.

Una reurbanización multimillonaria en el río Connecticut, en Hartford, Connecticut, se llama «desembarco de Adriaen» (Adriaen's Landing) por Block. Una escuela media en Flushing, Queens (NYC) también lleva su nombre. 